# High low (poker)
Pour les articles homonymes, voir High low.
Au poker, le mode High low (en français fort et faible ou haut et bas) désigne une manière de jouer où le pot est partagé en deux entre la main la plus faible, et la main la plus forte.

## Quand et comment activer ce mode
Il n'existe pas d'équivalent en français pour préciser ce mode, le terme anglais high/low est alors utilisé.
On dit ainsi par exemple pour préciser la partie à laquelle on va jouer : Omaha High/low
Lorsque la partie est annoncée sans préciser quel mode va être joué, il est convenu que c'est en mode high (poker) qu'elle va être jouée, pour la jouer en high/low, il faut que le donneur précise que c'est ce mode qui va être activé avant le début de la partie.

## Main qualifiée
Dans ce mode, la main faible n'est pas toujours qualifiée. Pour qu'elle puisse être valide et emporter la moitié du pot, elle ne doit contenir aucune combinaison (ni paires, ni brelan, ni carré) et la carte la plus forte qu'elle contient ne doit pas dépasser le huit.
En mode high/low la main low utilise la variante ace to five (les suites, les couleurs et les quinte flush ne comptent pas) sans quoi une main en deuce to seven avec un huit au maximum deviendrait très difficile à obtenir.

## Partage du pot
Lorsque les tours d'enchères sont terminés, les joueurs encore en jeu présentent une main pour le high et, s'il dispose d'une main qualifiée, une main pour le low.
Le joueur ayant la main la plus forte emporte la moitié du pot, et le joueur ayant la main la plus faible (si elle est qualifiée) emporte l'autre moitié du pot.( En cas de nombre impair de jetons il est convenu de donner le jeton restant à la main forte).
Dans les variantes du poker disposant de plus de cinq cartes, il est possible que les deux mains gagnantes soient détenues par le même joueur car chaque joueur s'arrange comme il le souhaite pour présenter deux mains de cinq cartes.
| voici le tableau   |
| Cartes du joueur A |
| Cartes du joueur B |

| Main du joueur A constituée en high (brelan d'As)            |                                      |
| Main du joueur A constituée en low                           |                                      |
| Main du joueur B constituée en high (double paire As et Roi) |                                      |
| Main du joueur B constituée en low                           | non qualifiée car supérieure au huit |

Dans ce cas, le joueur A remporte l'intégralité du pot.
| voici le tableau   |
| Cartes du joueur A |
| Cartes du joueur B |

| Main du joueur A constituée en high (suite au 6) |
| Main du joueur A constituée en low (roue)        |
| Main du joueur B constituée en high (suite au 5) |
| Main du joueur B constituée en low (roue)        |

Le joueur A présente une suite meilleure que la suite du joueur B en high, et chacun présente une main équivalente en low
Dans ce cas, le joueur A emporte la moitié du pot pour son meilleur high et la moitié de la moitié qu'il partage avec le joueur B pour un low de même "faiblesse"

## Jouablilité
Bien que ce mode puisse en théorie se jouer avec n'importe quelle variante du poker il existe des cas où ce mode n'est pas joué, car il ne présente pas un grand intérêt.
Voir le descriptif des variantes du poker pour savoir sur lesquelles ce mode peut être intéressant.